# Софийский 2-й пехотный полк
2-й пехотный Софийский Императора Александра III полк — пехотная воинская часть Русской императорской армии. В 1833—1918 годах входил в состав 1-й пехотной дивизии.
- Старшинство — 17 января 1811 г.
- Полковой праздник — 23 апреля.

## Места дислокации
- в 1820 — г. Молога, прибудет 2 сентября. Второй батальон на поселении в Новгородской губернии[1].
- Вейсенштейн
- Смоленск

## История
- 17 января 1811 — Из рот, отделённых от Виленского, Динабургского, Кюменгородского и Бобруйского гарнизонных батальонов (по три роты), сформирован в Софии близ Санкт-Петербурга как 49-й егерский полк.
- 12 марта 1811 — Софийский пехотный полк.
- 4 августа 1812 — В первый день штурма Смоленска французами, солдаты Софийского полка защищали Королевский бастион.
- 26 августа 1812 — Полк участвовал в Бородинском сражении.
- 6 октября 1812 — Полк действовал в ходе Тарутинского боя.
- 12 октября 1812 — Отличился в сражении под Малоярославцем.
- Ноябрь 1812 — Полк принимал участие в сражении под Красным.
- Январь 1813 — Участие в блокировании Модлина.
- 20 апреля 1813 — Полк участвовал в сражении при Лютцене.
- 8—9 мая 1813 — Полк действовал в ходе сражения при Бауцене.
- 14 августа 1813 — Полк принимал участие в битве на реке Кацбах.
- Октябрь—декабрь 1813 — Участие в блокаде крепости Майнца.
- 17 января 1814 — Полк участвовал в сражении при Бриенне.
- 20 января 1814 — Полк действовал в ходе сражения при Ла-Ротьере.
- 30 января 1814 — Полк был в сражении при Монмирале.
- 2 февраля 1814 — Участие во взятии Суассона.
- 1828 — 1829 — В ходе русско-турецкой войны Софийский полк принимал участие в осаде Силистрии и в битве при Кулевче.
- 30 марта 1830 — После возвращения с театра русско-турецкой войны полк скадрирован до размеров одного действующего батальона, сохранившего наименование Софийского пехотного полка и его знамёна[2]. Вновь развернут до полного состава в 1833 году.
- 1831 — Полк действовал в ходе подавления Польского восстания.
- 28 января 1833 — Присоединён 2-й морской полк.
- 24 мая 1833 г. — 2-й батальон 2-го морского полка, отчисленный в Либавский полк, заменён 1-м батальоном 4-го морского полка. Наименован Софийским морским полком.
- 17 апреля 1856 — Софийский пехотный полк.
- 6 апреля 1863 — 4-й батальон и бессрочно-отпускные 5-го и 6-го батальонов отчислены на сформирование Софийского резервного пехотного полка.
- 25 марта 1864 — 2-й пехотный Софийский полк.
- 3 декабря 1877 — 2-й пехотный Софийский Его Императорского Высочества Наследника Цесаревича полк. В русско-турецкую войну 1877-78 гг. сражался в составе Рущукского (затем Северного) отряда.
- 2 марта 1881 — 2-й пехотный Софийский Его Величества полк.
- 2 ноября 1894 — 2-й пехотный Софийский Императора Александра III полк.

### Знаки различия

#### Офицеры
| Описание     | Знаки различия по состоянию 1883-1909 гг. | Знаки различия по состоянию 1883-1909 гг. | Знаки различия по состоянию 1883-1909 гг. | Знаки различия по состоянию 1883-1909 гг. | Знаки различия по состоянию 1883-1909 гг. | Знаки различия по состоянию 1883-1909 гг. | Знаки различия по состоянию 1883-1909 гг. | Знаки различия по состоянию 1883-1909 гг. |
| погоны       |                                           |                                           |                                           |                                           |                                           |                                           |                                           |                                           |
| ------------ | ----------------------------------------- | ----------------------------------------- | ----------------------------------------- | ----------------------------------------- | ----------------------------------------- | ----------------------------------------- | ----------------------------------------- | ----------------------------------------- |
| Классный чин | полковник                                 | подполковник                              | Капитан                                   | штабс-капитан                             | поручик                                   | подпоручик                                | прапорщик                                 | прапорщик 1883                            |
| Группа       | штаб-офицеры                              | штаб-офицеры                              | штаб-офицеры                              | обер-офицеры                              | обер-офицеры                              | обер-офицеры                              | обер-офицеры                              | обер-офицеры                              |

## Шефыполка
- 12.03.1811—20.04.1812[3] — граф де Бальмен, Карл Антонович
- 29.05.1812—22.06.1815 — полковник Халяпин, Василий Михайлович
- 03.12.1877—20.10.1894 — Император Александр III

## Командиры полка
- 20.08.1811—29.05.1812 — подполковник (с 30.08.1811 полковник) Халяпин, Василий Михайлович
- 29.05.1812—22.06.1815 — майор (с 28.04.1813 подполковник) Эдинг, Пётр Андреевич
- 22.06.1815—конец 1815[4] — полковник Халяпин, Василий Михайлович
- 01.01.1816—15.09.1817 — полковник Потулов, Григорий Александрович
- 15.09.1817—14.03.1827 — подполковник (с 12.12.1824 полковник) Клайгильс, Абрам Николаевич
- 17.04.1827—06.10.1831 — полковник Ахлёстышев, Дмитрий Дмитриевич
- 24.05.1833—19.08.1845 — полковник (с 10.10.1843 генерал-майор) Есаулов, Павел Семёнович
- 14.09.1845—23.09.1847 — полковник (с 07.04.1846 генерал-майор) Мартинау, Карл Алексеевич
- 23.09.1847—19.04.1848 — полковник Быков, Константин Васильевич
- 19.04.1848—06.12.1853 — полковник Савич, Степан Александрович
- 31.12.1853—14.06.1862 — полковник Плаксин, Иван Семёнович
- 14.06.1862—30.08.1863 — полковник Амантов, Афанасий Мартынович
- 10.09.1863—19.07.1864 — полковник фон Ден, Георгий Александрович
- 19.07.1864—31.01.1871 — полковник Чебышёв, Дмитрий Сергеевич
- 10.02.1871—06.12.1879 — полковник Владимирский, Павел Викторович
  - 23.04.1877 ― в ходе сражения у д. Попкиой полк возглавил полковник Каульбарс, Александр Васильевич
- 08.12.1879—09.06.1885 — полковник Левицкий, Николай Васильевич
- 22.06.1885—18.05.1887 — флигель-адъютант полковник фон Энден, Пётр Петрович
- 26.05.1887—10.09.1894 — полковник Гамзай, Аллан Густавович
- 10.09.1894—14.01.1898 — полковник Фёдоров, Степан Алексеевич
- 30.01.1898—25.01.1904 — полковник Деви, Владимир Петрович
- 07.02.1904—21.05.1910 — полковник Козловский, Конрад Иосифович
- 21.05.1910—хх.08.1914[5] — полковник Григоров, Александр Михайлович
- 18.01.1916—14.06.1916 — полковник Иванов, Василий Дмитриевич
- 16.07.1916—после 20.10.1917 — полковник Яценко, Николай Иванович

## Полковые священники
- 06.06.1854–15.11.1855 – священник Бекаревич, Иоанн Фомин сын, уроженец Могилёвской губ. Климовецкого уезда, рукоположён после окончания Могилёвской духовной семинарии в 1853 (РГИА, Ф.806.16.145, л.11об.).
- апр. 1877-1878 – иерей Сухин, Еразм Аристархович, прежде священник Вознесенской церкви г. Козлова Тамбовской губернии (см. РГИА, Ф. 806, Оп. 17, Д. 418).

## Боевые отличия
1. Георгиевское знамя за бой при Кулевче 30 мая 1829 г. и за Русско-Турецкую войну 1877—78 гг.
2. Знаки на шапки за ту же войну.

## Знамя полка

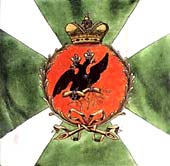
Знамя гарнизонное Софийского пехотного полка образца 1803 г.

Гарнизонное знамя Софийского пехотного полка образца 1803 года представляло собой полотнище с зелёным крестом и белыми углами (без вензелей императора). В центре в оранжевом коронованном медальоне двуглавый орёл с перунами и молниями. В первую мировую войну знамя было зарыто поручиком Логиновым во избежания попадания регалии к врагу, впоследствии это место не было найдено.

## Памятник Софийскому полку
54°46′59″ с. ш. 32°02′10″ в. д.

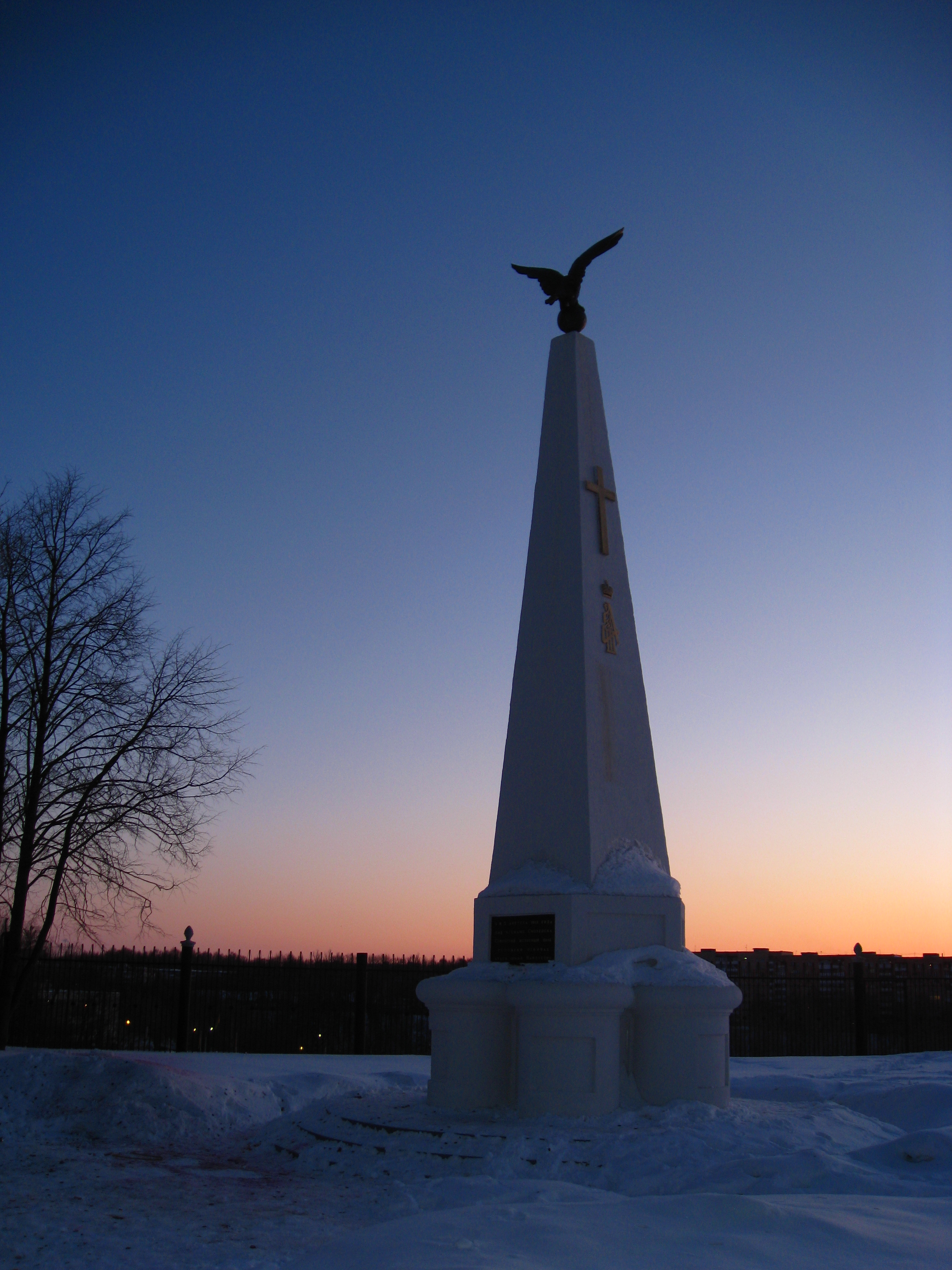
Памятник Софийскому полку в Смоленске

В 1912 году софийцы собрали деньги и установили на Королевском бастионе в Смоленске памятник однополчанам-участникам Отчечественной войны 1812 года. Автором проекта памятника стал рядовой 7-й роты Б. Н. Цапенко. Памятник представляет собой четырёхгранный обелиск с шестью поддерживающими его колоннами на круглом ступенчатом основании. Первоначально памятник был увенчан крестом, но после реставрации 1913 года крест заменили бронзовым орлом. По сторонам обелиска неглубокие ниши, в которых помещались памятные доски и тексты об истории полка. На трёх сторонах памятника начертаны инициалы Императоров Александра I, Александра III и Николая II и годы: 1812 и 1912. До настоящего времени на памятнике сохранились лишь два текста: «4 и 5 августа 1812 г. под стенами Смоленска Софийский пехотный полк героически отбивал атаки великой армии Наполеона» и «Памятник сооружён в 1912 г. солдатами Софийского полка в память о героических подвигах своих предков». Остальные памятные доски утрачены в годы Великой Отечественной войны.
Это памятник культурного наследия России; его номер на информационном сайте Министерства культуры Российской Федерации: 6710037000

## Люди, связанные с полком
- Кутлин, Заки Юсупович (1900—1942) — советский военачальник, генерал-майор. В 1916-1917 гг. служил рядовым солдатом в полку, в боях был ранен.